# Ripalta Guerina
Ripalta Guerina – miejscowość i gmina we Włoszech, w regionie Lombardia, w prowincji Cremona.
Według danych na rok 2004 gminę zamieszkiwało 436 osób, 145,3 os./km².